# Clasificación para el Torneo de Fútbol en los Juegos Olímpicos de Seúl 1988
La Clasificación para el Torneo de Fútbol en los Juegos Olímpicos de Seúl 1988 fue la eliminatoria para definir a los 16 equipos participantes en fútbol en los Juegos Olímpicos de Seúl 1988.

## Participantes
- 27 equipos de Europa (UEFA)
- 10 equipos de Sudamérica (CONMEBOL)
- 15 equipos de Norte, Centroamérica y el Caribe (CONCACAF)
- 20 equipos de Asia (AFC)
- 5 equipos de Oceanía (OFC)
- 21 equipos de África (CAF)

## Clasificación

### Europa
La eliminatoria europea se jugó del 12 de noviembre de 1986 al 31 de mayo de 1988 para definir a cinco clasificados por Europa. Italia, Suecia, Unión Soviética, Alemania Federal y Yugoslavia fueron los que consiguieron la clasificación.

### Conmebol
La eliminatoria de Sudamérica se jugó del 18 de abril al 3 de mayo de 1987 en Bolivia para definir a dos clasificados al torneo olímpico. Argentina y Brasil fueron los clasificados de América del Sur.

### Concacaf
La eliminatoria de CONCACAF se jugó del 25 de enero de 1987 al 14 de febrero de 1988 para definir a dos clasificados al torneo. Originalmente México y Estados Unidos habían logrado la clasificación, pero México fue descalificado por el caso de los cachirules y fue reemplazado por Guatemala.

### África
La clasificación africana contó con cuatro rondas que se jugaron del 16 de noviembre de 1986 al 31 de enero de 1988 para definir a tres clasificados a Seúl 1988. Nigeria, Túnez y Zambia fueron los clasificados.

### Asia
La eliminatoria asiática se jugó del 16 de abril al 26 de octubre de 1987 para definir a tres clasificados. China e Irak clasificaron por eliminatoria, mientras que Corea del Sur clasificó por ser el país anfitrión.

### Oceanía
Por primera vez se jugó la clasificación en Oceanía para definir a un participante en un torneo que se jugó del 15 de noviembre de 1987 al 27 de marzo de 1988 en Australia y Nueva Zelanda, donde Australia fue el clasificado.

## Clasificados
- Corea del Sur (anfitrión)
- Italia
- Suecia
- Unión Soviética
- Alemania Federal
- Yugoslavia
- Nigeria
- Túnez
- Zambia
- China
- Irak
- Guatemala[n 1]
- Estados Unidos
- Argentina
- Brasil
- Australia